# Board of Longitude
Board of Longitude (Komisja Długości Geograficznej) – brytyjska komisja parlamentarna, powołana ustawą z 8 lipca 1714 roku (stylu juliańskiego) w celu oceniania i finansowania najbardziej obiecujących urządzeń służących do wyznaczania długości geograficznej. Komisja miała przyznać 20 tys. funtów nagrody za urządzenie pracujące z dokładnością do pół stopnia i 10 tys. za dokładność do jednego stopnia. Zwycięzcą konkursu został John Harrison w 1773. 
Komisja została zlikwidowana w 1828 roku.